# Asceles dorsalis
Asceles dorsalis är en insektsart som beskrevs av Ludwig Redtenbacher 1908. Asceles dorsalis ingår i släktet Asceles och familjen Diapheromeridae. Inga underarter finns listade i Catalogue of Life.